# Argento (sommergibile)
L’Argento è stato un sommergibile della Regia Marina.

## Storia
Fu dislocato a Taranto e successivamente a Cagliari; ne era comandante il tenente di vascello Renato Frascolla.
Effettuò la sua prima missione di guerra ad inizio settembre 1942, subendo l'attacco di un aereo: l’Argento aprì il fuoco con le mitragliere e abbatté l'apparecchio.
Tentò di penetrare nella rada di Philippeville, ma non vi riuscì causa la difesa alleata.
Il 21 gennaio 1943, di sera, fu più volte mitragliato da un aereo, ma reagì danneggiandolo ed obbligandolo alla ritirata. Dopo aver navigato in immersione per alcune ore per evitare altri attacchi, venne a galla nelle prime ore del giorno seguente, ma fu poco dopo assalito da un altro aereo, che gli sganciò alcune bombe, oltre a mitragliarlo: il sommergibile reagì nuovamente con la contraerea ed il velivolo precipitò in fiamme, esplodendo all'impatto con la superficie.
Verso fine marzo fu sottoposto ad un controllo, dal quale risultò che la sua efficienza era al 100 %; fu giudicato in generale in buono stato.
Fu il penultimo sommergibile italiano ad andare perduto nel conflitto contro gli Alleati. Il 21 luglio lasciò La Maddalena diretto in Sicilia, al comando del tenente di vascello Leo Masina. Mentre passava lo stretto di Messina fu attaccato da un altro sommergibile con il lancio di tre siluri, ma riuscì a schivarli. Il 25 luglio operò in funzione esplorativa nel Golfo della Sirte. Il 3 agosto, nottetempo, mentre navigava al largo di Pantelleria, individuò le luci di una nave, poi rivelatesi appartenenti al cacciatorpediniere statunitense Buck, di scorta ad un convoglio di sei trasporti in rotta dalla Sicilia all'Algeria: sottoposto a tre scariche di bombe di profondità, l’Argento dovette infine emergere per i gravi danni e fu quindi autoaffondato, inabissandosi in posizione 36°52' N e 12°8' E.
Nello scontro trovarono la morte due sottocapi e quattro marinai, mentre il resto dell'equipaggio – 45 uomini – fu recuperato e fatto prigioniero dal Buck.
Complessivamente l'Argento aveva svolto 19 missioni di guerra, percorrendo in tutto 10.745 miglia in superficie e 2299 in immersione.